# El cuarto de hora de Rabelais

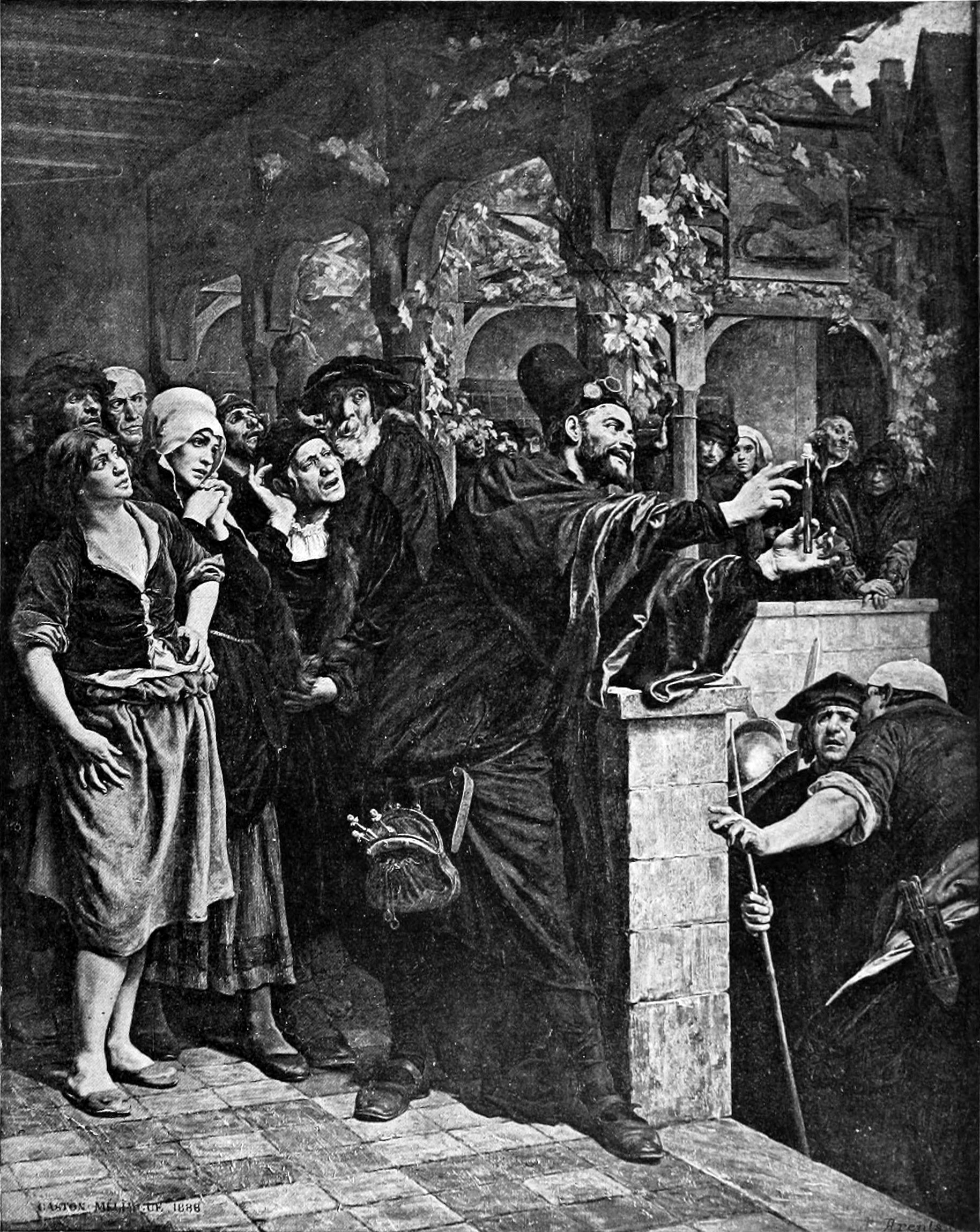
El cuarto de hora de Rabelais de Mélingue.

«El cuarto de hora de Rabelais» (quart d’heure de Rabelais) es una frase hecha del idioma francés que se emplea en el momento de pagar la cuenta en un restaurante y, por extensión, ante cualquier situación desagradable. Julio Verne usó tal expresión como título de su primera obra teatral.

## Origen de la locución
Tuvo su origen en un episodio de la vida del satírico francés Rabelais, quien, hallándose comiendo en la posada de un pueblo comprendido entre Compiègne y París, al llegar el momento de pagar se dio cuenta de que no tenía dinero. Era ley entonces (dictada para evitar que la gente maleante explotase a los posaderos) que quien se hallase en tal caso, había de sufrir pena de cárcel y de azotes.
Faltaba solo un cuarto de hora para que la silla de postas que conducía a los viajeros públicos saliese de la posada. En ella debía salir también Rabelais, quien, no pudiendo pagar, no tenía más remedio que ser encarcelado y azotado. Por otra parte, Rabelais tenía necesidad absoluta de proseguir su viaje y ante el apuro, se puso a ingeniar medios y ardides para habilitar recursos al instante con que satisfacer la cuenta de la comida. Dicen algunos biógrafos de Rabelais que éste, entonces, encarándose con el posadero, le llamó la atención sobre lo encarnado de su tez, la frecuencia de su pulso, la irregularidad de los latidos de su corazón, etc., en tales términos que afirmó le amenazaba una parálisis de carácter mortal, pero que él, como médico, podría darle un brebaje y una sangría que le salvarían la vida por poco dinero. Se dejó tratar el crédulo posadero y después de recibir la sangría (que no le hizo mal alguno) y de beber una infusión de flor de violeta, pagó sus honorarios a Rabelais, quien satisfizo en el acto el importe de la comida.

## Otros usos
Algunos autores le atribuyen una significación amorosa, parecida a las que Ovidio designa en su Ars amandi con el calificativo de la oportunidad de la seducción. Donde más abunda es en las novelas y cuentos amatorios, hallándose ya en escritores de los siglos XVII y XVIII.